# Dva dnja
Dva dnja (Два дня) è un film del 2011 diretto da Avdot'ja Smirnova.

## Trama
L'ufficiale Pёtr Drozdov arriva al museo provinciale del classico della letteratura russa su richiesta del governatore regionale, che vuole sottrarre i terreni dal museo e costruirvi una nuova residenza. All'inizio Peter sostiene questa idea, ma tutto cambia quando incontra Maša, una giovane critica letteraria.